# 潮万太郎
潮 万太郎（うしお まんたろう、1909年2月4日 - 2000年4月8日）は、日本の俳優。本名は、柴田 作治郎（しばた さくじろう）。
長女は女優の弓恵子、長男は元俳優の柴田昌宏、次男は俳優の柴田侊彦。娘婿は俳優の宮口二郎。

## 来歴・人物
東京市浅草区七軒町（現・東京都台東区元浅草）出身。旧制攻玉社中学校を経て、太平洋美術学校（現・太平洋画会研究所）卒業。
1923年、小笠原映画研究所製作第一作の無声映画『三色すみれ Love in Idleness』で花房 綾夫の芸名でデビュー。1929年、無声映画『修羅城』より芸名を潮 万太郎に改め、本格的に芸能活動を始める。
小笠原プロダクションを経て、日活太秦撮影所、日活多摩川撮影所などで活躍後、合併し設立された大映では脇役として多くの作品に出演した。生涯の出演映画は150本近くに及ぶ。
2000年4月8日、脳内出血により死去。享年91。

## 主な出演

### 映画
- 修羅城（1929年） - 真田大助
- 猿飛佐助 恋愛篇
- 五人の斥候兵 (1938年/監督：田坂具隆)
- あにいもうと (1953年/監督：成瀬巳喜男)
- 浮草 (1959年/監督：小津安二郎)
- からっ風野郎 (1960年/監督：増村保造)
- 秦・始皇帝 (1962年/監督：田中重雄)
- 幸せなら手をたたこう (1964年/監督：湯浅憲明)
- 日本一のゴリガン男 (1966年/監督：古澤憲吾)
- 白い巨塔（1966年：山本薩夫監督）

### テレビドラマ
- 特別機動捜査隊第251話「終電車の女」（1966年、NET / 東映 ）- 野島
- 快獣ブースカ第45話「魔法の帽子」（1967年、NTV / 東宝 / 円谷プロ） - 手品師
- 花のお江戸のすごい奴 第3話「子の刻に」（1969年、CX / 東映 / 新国劇） - 篠原文左衛門
- 独身のスキャット第11話（1970年、TBS / 円谷プロ）
- 鬼平犯科帳 第53話「おせん」（1970年、NET / 東宝） - 川口屋金蔵
- 大江戸捜査網（テレビ東京 / 三船プロ）
  - 第3話「魔の海が剣を呼ぶ」（1970年） - 鍵屋
  - 第66話「おんな一代いのちの舞い」（1972年） - 大坂屋
  - 第120話「獅子舞の逆襲」（1974年） - 渡海屋左衛門
  - 第149話「消えた死美人」（1974年） - 円浄寺の生臭坊主
  - 第259話「密室殺人事件」（1976年） - 丹波屋金右衛門
  - 第299話「牢破り! 命の絶唱」（1977年） - 大和屋
  - 第326話「悪意なき幻の女」（1978年） - 加納屋徳兵衛
  - 第344話「姉妹芸者涙の仇討ち」（1978年） - 信濃屋久兵衛
  - 第362話「遊女が秘めた謎の暗殺」（1978年） - 大津屋
- 好き! すき!! 魔女先生（1971-1972年、朝日放送） - 校長先生
- ミラーマン第16話「人形怪獣キンダーを追え!」（1972年、CX / 円谷プロ） - 蓮沼博士
- 気になる嫁さん 第35話 「夫婦養子」(1972年、NTV) ｰ早野老人
- 冬物語（1972年、NTV）
- ばかな男
- でっかく生きろ!
- 子連れ狼
- どっこい大作 第55話「夢よはばたけ」（1974年、NET、東映） - 佐藤
- 非情のライセンス（NET / 東映）
  - 第1シリーズ 第45話「兇悪のスキャンダル」（1974年） - 寝屋川
  - 第2シリーズ
    - 第9話「兇悪の口紅」（1974年） - 甚造
    - 第13話「兇悪の噴煙」（1974年） - 林
    - 第39話「やさしい兇悪」（1975年） - 警視長
    - 第49話「兇悪の射殺命令」（1975年） - 戸沢浩之助
    - 第71話「兇悪の情熱」（1976年） - 田代太一
    - 第93話「兇悪のM16自動小銃」（1976年） - 藤堂大三郎
- 水戸黄門 （TBS/C.A.L)
  - 第3部 第23話「仇討ち博多人形」（1972年） - 元舟屋徳兵衛
  - 第7部 第12話「忘れてしまった仇討ち -大館-」（1976年） - 善助
- 銭形平次
  - 第647話「恩返しのかんざし」（1978年） - 玉野屋
- 破れ傘刀舟 悪人狩り  （NET / 三船プロ）
  - 第32話「旗本雷馬族」（1975年） - 由造
  - 第68話「大奥みだれ花」（1976年） - 上総屋善七
  - 第82話「黄金地獄」（1976年） - 丹波屋徳右衛門
  - 第99話「黄金の腕」（1976年） - 田丸屋
  - 第116話「炎のきずあと」（1976年） - 山城屋駒蔵
- 破れ奉行（1977年、テレビ朝日 / 中村プロ）
  - 第1話「疾風!斬り捨て御免」 - 大島屋藤蔵
  - 第14話「河童のわび証文」 - 升屋金兵衛
  - 第25話「闇に消えた三億両」- 三好屋利兵衛
- 吉宗評判記 暴れん坊将軍 （テレビ朝日 / 東映）
  - 第12話「紀州から来た凄い女」（1978年） - 相模屋孝右衛門
  - 第50話「味一番!細腕弁当」（1979年） - 大黒屋仙右衛門
  - 第88話「燃やせ!限りある命を!」（1979年） - 山城屋長兵衛
- 破れ新九郎 第11話「大台風!御用金強奪」（1978年、テレビ朝日 / 中村プロ） - 村井宗兵衛

### CM
- 日産自動車・ブルーバード1600デラックスバン （510型）
  - 「酒屋の店主」篇（1968年）
  - 「運送業者」篇（1969年）